# 殷顗
殷 顗（いん ぎ、生年不詳 - 397年）は、東晋の官僚。字は伯通。本貫は陳郡長平県。

## 経歴
呉興郡太守の殷康（殷浩の叔父の殷融の子）の子として生まれた。若くして従弟の殷仲堪とともに名を知られた。太元年間、中書郎から抜擢されて、南蛮校尉となった。隆安元年（397年）、殷仲堪が王恭に呼応して王国宝を討つべく起兵を図ると、殷顗に同調を求めた。殷顗はこれに反対し、起兵を取りやめるよう諫めたが、殷仲堪は聞き入れず、楊佺期や桓玄らとともに軍を東下させた。殷顗は憂憤のうちに死去した。隆安年間、冠軍将軍の位を追贈された。

## 伝記資料
- 『晋書』巻83 列伝第53